# Dubaï Golden Shaheen
Pour les articles homonymes, voir Shaheen.
Groupe 1

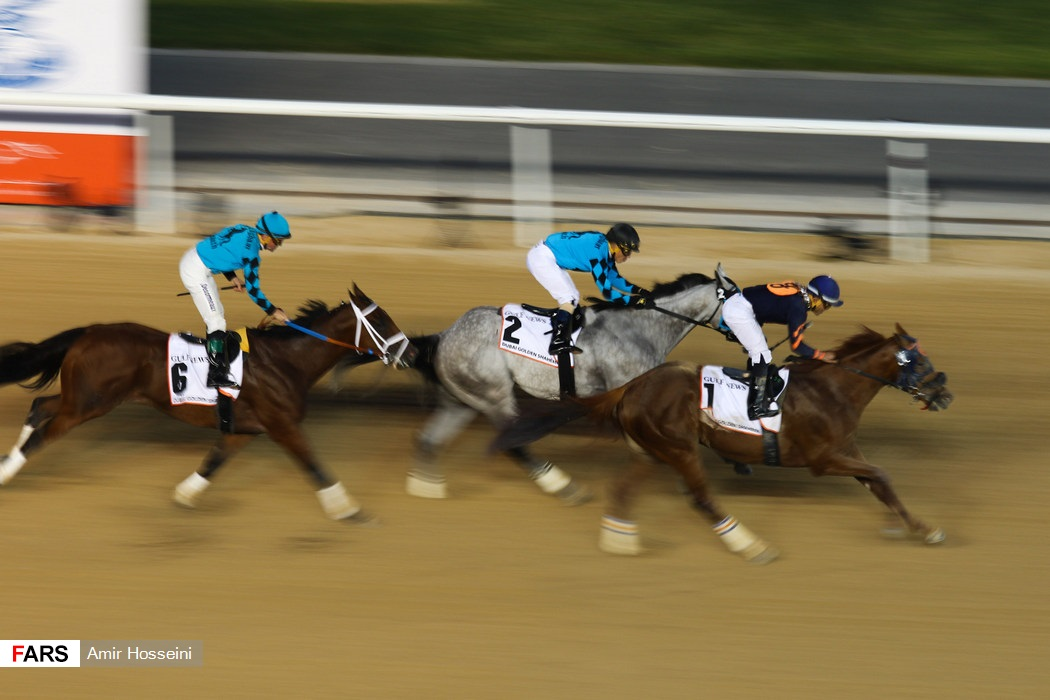

Le Dubaï Golden Shaheen est une course hippique de galop qui se dispute sur l'hippodrome de Meydan (en) à Dubaï, le dernier samedi du mois de mars, lors de la réunion de la World Cup. Elle était courue sur l'hippodrome de Nad el Sheba jusqu'à sa destruction après la World Cup 2009.
C'est une course de Groupe I réservée aux pur-sang de 3 ans et plus. Elle se court sur 1 200 mètres, sur la piste en dirt (mélange de sable, de limon et d'argile). L'allocation s'élève à 2 000 000 US$.

## Palmarès
| Année | Vainqueur                                                | S/A                                                      | Pays                                                     | Père                                                     | Jockey                                                   | Entraîneur                                               | Propriétaire                                             | Temps                                                    |
| ----- | -------------------------------------------------------- | -------------------------------------------------------- | -------------------------------------------------------- | -------------------------------------------------------- | -------------------------------------------------------- | -------------------------------------------------------- | -------------------------------------------------------- | -------------------------------------------------------- |
| 2025  | Dark Saffron                                             | H.3                                                      | Dubaï                                                    | Flameaway                                                | Connor Beasley                                           | Ahmad bin Harmash                                        | Sultan Ali                                               | 1'11"40                                                  |
| 2024  | Tuz                                                      | H.7                                                      | Russie                                                   | Oxbow                                                    | Tadhg O'Shea                                             | Bhupat Seemar                                            | Dakki Stable                                             | 1'10"19                                                  |
| 2023  | Sibelius                                                 | H.5                                                      | États-Unis                                               | Not This Time                                            | Ryan Moore                                               | Jeremiah O'Dwyer                                         | Jun H. Park & Delia Nash                                 | 1'10"69                                                  |
| 2022  | Switzerland                                              | H.8                                                      | États-Unis                                               | Speightstown                                             | Tadhg O'Shea                                             | Bhupat Seemar                                            | RRR. Racing                                              | 1'11"13                                                  |
| 2021  | Zenden                                                   | M.5                                                      | États-Unis                                               | Fed Biz                                                  | Antonio Fresu                                            | Carlos David                                             | LLP Performance Horses Ltd                               | 1'09"01                                                  |
| 2020  | Course non disputée en raison de la pandémie de Covid-19 | Course non disputée en raison de la pandémie de Covid-19 | Course non disputée en raison de la pandémie de Covid-19 | Course non disputée en raison de la pandémie de Covid-19 | Course non disputée en raison de la pandémie de Covid-19 | Course non disputée en raison de la pandémie de Covid-19 | Course non disputée en raison de la pandémie de Covid-19 | Course non disputée en raison de la pandémie de Covid-19 |
| 2019  | X Y Jet                                                  | H.7                                                      | États-Unis                                               | Kantharos                                                | Emisael Jaramillo                                        | Jorge Navarro                                            | Rockingham & Gelfenstein                                 | 1'10"75                                                  |
| 2018  | Mind Your Biscuits                                       | M.5                                                      | États-Unis                                               | Posse                                                    | Irad Ortiz, Jr.                                          | Chad Summers                                             | J Stables, Head Of Plains & Co                           | 1'10"17                                                  |
| 2017  | Mind Your Biscuits                                       | M.4                                                      | États-Unis                                               | Posse                                                    | Joel Rosario                                             | Chad Summers                                             | J Stables, Head Of Plains & Co                           | 1'10"91                                                  |
| 2016  | Muarrab                                                  | H.7                                                      | Royaume-Uni                                              | Oasis Dream                                              | Paul Hanagan                                             | Musabah Al Muhairi                                       | Cheikh Hamdam Al Maktoum                                 | 1'10"59                                                  |
| 2015  | Secret Circle                                            | M.6                                                      | États-Unis                                               | Eddington                                                | Victor Espinoza                                          | Bob Baffert                                              | Watson, Pegram & Weitman                                 | 1'10"64                                                  |
| 2014  | Sterling City                                            | H.6                                                      | Australie                                                | Nadeem                                                   | João Moreira                                             | John Moore                                               | Ling & Ling                                              | 1'10"88                                                  |
| 2013  | Reynaldothewizard                                        | H.7                                                      | États-Unis                                               | Speightstown                                             | Richard Mullen                                           | S.Semar                                                  | Zabeel Racing                                            | 1'12"46                                                  |
| 2012  | Krypton Factor                                           | H.4                                                      | Royaume-Uni                                              | Kyllachy                                                 | Kieren Fallon                                            | Fawzi Abdulla Nass                                       | Fawzi Abdulla Nass                                       | 1'10"79                                                  |
| 2011  | Rocket Man                                               | H.6                                                      | Singapour                                                | Viscount                                                 | Felix Coetzee                                            | Patrick Shaw                                             | Alfredo L.A. Crabbia                                     | 1'11"28                                                  |
| 2010  | Kinsale King                                             | H.5                                                      | États-Unis                                               | Yankee Victor                                            | Garrett Gomez                                            | Carl O'Callaghan                                         | Super Horse Inc.                                         | 1'10"85                                                  |
| 2009  | Big City Man                                             | M.4                                                      | États-Unis                                               | Northern Afleet                                          | Jose Verenzuela                                          | Jerry Barton                                             | Saud Al Kabeer                                           | 1'08"93                                                  |
| 2008  | Benny the Bull                                           | M.5                                                      | États-Unis                                               | Lucky Lionel                                             | Edgar Prado                                              | Richard E. Dutrow, Jr.                                   | IEAH Stables et al.                                      | 1'08"70                                                  |
| 2007  | Kelly's Landing                                          | H.6                                                      | États-Unis                                               | Patton                                                   | Lanfranco Dettori                                        | Eddie Kenneally                                          | Summerplace Farm                                         | 1'10"34                                                  |
| 2006  | Proud Tower Too                                          | M.4                                                      | États-Unis                                               | Proud Irish                                              | David Cohen                                              | Sal Gonzalez                                             | Tricar Stables                                           | 1'09"86                                                  |
| 2005  | Saratoga County                                          | M.4                                                      | États-Unis                                               | Valid Expectations                                       | Javier Castellano                                        | George Weaver                                            | Evelyn Pollard                                           | 1'11"21                                                  |
| 2004  | Our New Recruit                                          | M.5                                                      | États-Unis                                               | Alphabet Soup                                            | Alex Solis                                               | John W. Sadler                                           | CRK Stable                                               | 1'10"30                                                  |
| 2003  | State City                                               | M.4                                                      | Émirats arabes unis                                      | Carson City                                              | Michael Hills                                            | Paddy Rudkin                                             | S.M.R.M                                                  | 1'09"95                                                  |
| 2002  | Caller One                                               | H.5                                                      | États-Unis                                               | Phone Trick                                              | Gary Stevens                                             | James Chapman                                            | C. Chapman, T. McArthur                                  | 1'09"91                                                  |
| 2001  | Caller One                                               | H.4                                                      | États-Unis                                               | Phone Trick                                              | Corey Nakatani                                           | James Chapman                                            | C. Chapman, T. McArthur                                  | 1'08"38                                                  |
| 2000  | Big Jag                                                  | H.7                                                      | États-Unis                                               | Kleven                                                   | Alex Solis                                               | Tim Pinfield                                             | Julius Zolezzi                                           | 1'08"10                                                  |
| 1999  | Ramp and Rave                                            | M.5                                                      | Émirats arabes unis                                      | Ramplett                                                 | Gary Stevens                                             | Dhruba Selvaratnam                                       | Ahmed Al Maktoum                                         | 1'09"97                                                  |
| 1998  | Mudallel                                                 | M.5                                                      | Émirats arabes unis                                      | Machiavellian                                            | Willie Supple                                            | Dhruba Selvaratnam                                       | Ziad Galadari                                            | 1'10"61                                                  |
| 1997  | Atraf                                                    | M.4                                                      | Royaume-Uni                                              | Clantime                                                 | Jerry Bailey                                             | Kiaran McLaughlin                                        | Hamdan Al Maktoum                                        | 1'11"24                                                  |
| 1996  | Kassbaan                                                 | H.6                                                      | Royaume-Uni                                              | Alydar                                                   | John Carroll                                             | Saeed bin Suroor                                         | Maktoum Al Maktoum                                       | 1'13"04                                                  |